# Mimudea albiluna
Mimudea albiluna là một loài bướm đêm trong họ Crambidae.